# قزلجة (صفائية)
قزلجة هي قرية في مقاطعة خوي، إيران. عدد سكان هذه القرية هو 465 في سنة 2006.